# ニーベルンゲン＝ジークフリート街道

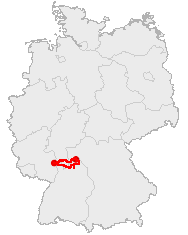
ニーベルンゲン＝ジークフリート街道のルートマップ。北寄りがニーベルンゲン街道、南よりがジークフリート街道

ニーベルンゲン＝ジークフリート街道 (Nibelungen - Siegfriedstraße) は、ドイツ観光街道。本来はニーベルンゲン街道とジークフリート街道は別々の街道で、ともにヴォルムスを起点とし、ロルシュを経てヴェルトハイムまでの街道だが、北よりのエアバッハを経由するのがニーベルンゲン街道（全長約110km）、南よりのアモールバッハを経由するのがジークフリート街道（全長約150km）である。2つの街道は、ともに中世叙事詩『ニーベルンゲンの歌』をテーマとしたほぼ同一地域を通る観光街道であるため、また2002年には『ニーベルンゲンの歌』800年記念行事として、伝説の様々な場面をかたどった共通デザインのモニュメントをそれぞれの町に配するなど共通の活動を行っているため、ニーベルンゲン＝ジークフリート街道とまとめて称せられる。公式ホームページもニーベルンゲン＝ジークフリート街道としてのサイトである。
オーデンヴァルトでの森林浴やキャンプ、高原でのスポーツ、リハビリテーション施設やレクリエーション施設など、観光目的というよりもむしろ、Ferienstraßeの元来の意味である「休暇街道」としての色合いが濃い街道である。しかし、ローマ時代の遺跡などの古代遺跡、ユネスコ世界遺産に登録されているロルシュの修道院跡やヴォルムス大聖堂をはじめとする中世の建造物、手入れの行き届いた木組み建築が多く遺されている点など、観光への訴求力も期待できる街道である。

## 行程（主な観光地）

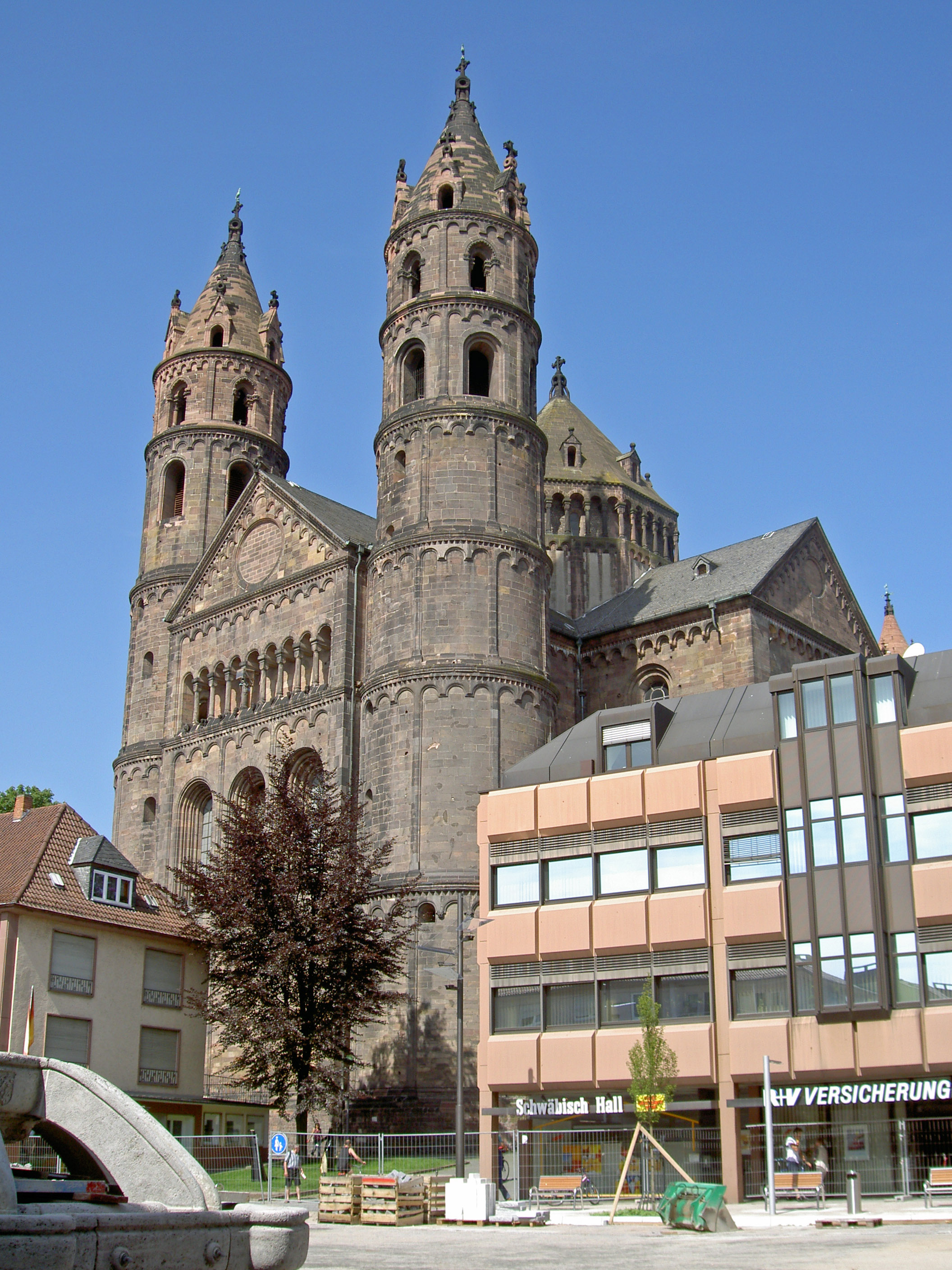
ヴォルムス大聖堂

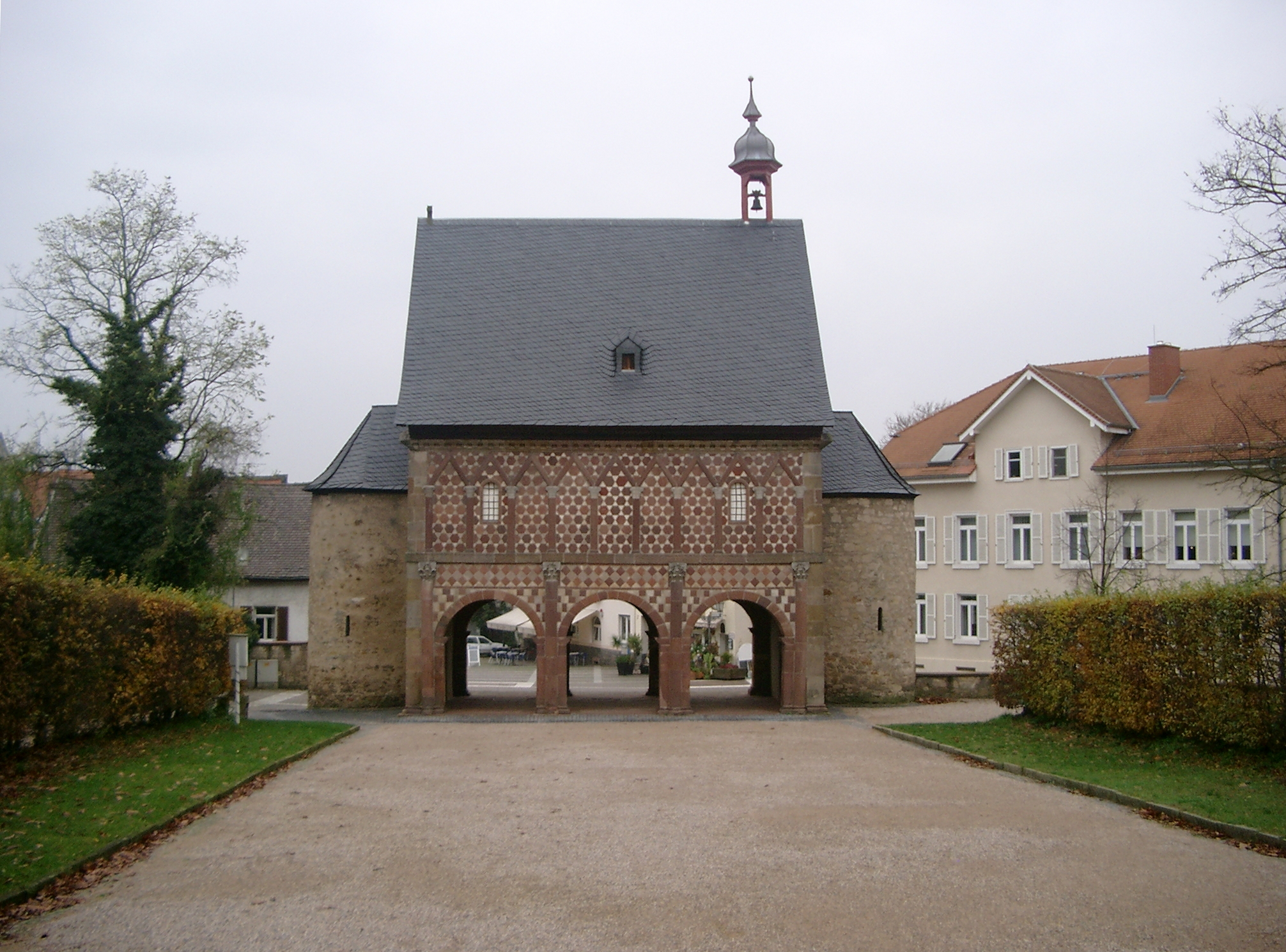
ロルシュ修道院跡、入り口の門

ヴォルムス (Worms)
ヴォルムスは、紀元前のケルト時代にはすでに集落が形成されていた、ドイツで最も古い歴史を誇る町の一つである。5世紀にはブルグント王国の首都として栄えた。この当時のヴォルムスとその周辺が、中世叙事詩『ニーベルンゲンの歌』の重要な舞台であり、英雄ジークフリートの最期の地である。ニーベルンゲン＝ジークフリート街道はこの叙事詩にちなんで命名された。
ヴォルムス大聖堂は、その入場の順番を巡ってジークフリートの妻クリエムヒルトとグンター王の妻ブリュヒントが諍いを起こし、ジークフリートが殺害される遠因となった場面の舞台であるが、現在の建物は11世紀から12世紀に建築改修を繰り返された建物で、叙事詩に登場する建物ではない。この大聖堂は、神聖ローマ帝国の帝国議会が開催された場所であり、1521年マルティン・ルターの破門が決定したのもこの建物においてのことであった。
ライン川の畔の財宝を沈めるハーゲンの像やニーベルンゲン博物館などもある。また、毎年開催されるニーベルンゲン演劇祭 (Wormser Nibelungenfestspiele)も人気である。
ビュールシュタット (Bürstadt)
ロルシュ (Lorsch)
764年に建立された修道院の門前町として繁栄した。修道院自体は10世紀の大火で焼失し、以後再建されるも失火を繰り返し、現在遺された創建当時の建造物は入り口の門だけである。しかし、この門はカロリング朝の建築物としてアーヘンの聖堂と並んで文化史上極めて貴重な遺構であり「ロルシュの王立修道院とアルテンミュンスター」としてユネスコの世界遺産に登録されている。
この街の教会にはジークフリートの棺とされる棺が遺されている。
街道はここロルシュから、ニーベルンゲン街道とジークフリート街道に別れオーデンヴァルトへと入って行く。ニーベルンゲンの歌では、ジークフリートはワスケンの森へ狩りに出かけた時にハーゲンによって暗殺されたと詠われているが、その森はヴォルムスからライン川を渡ってまっすぐという伝承から、現在のオーデンヴァルトがその舞台であったとされている。

### ニーベルンゲン街道

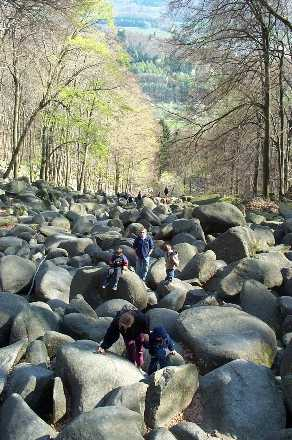
フェルゼンメーア

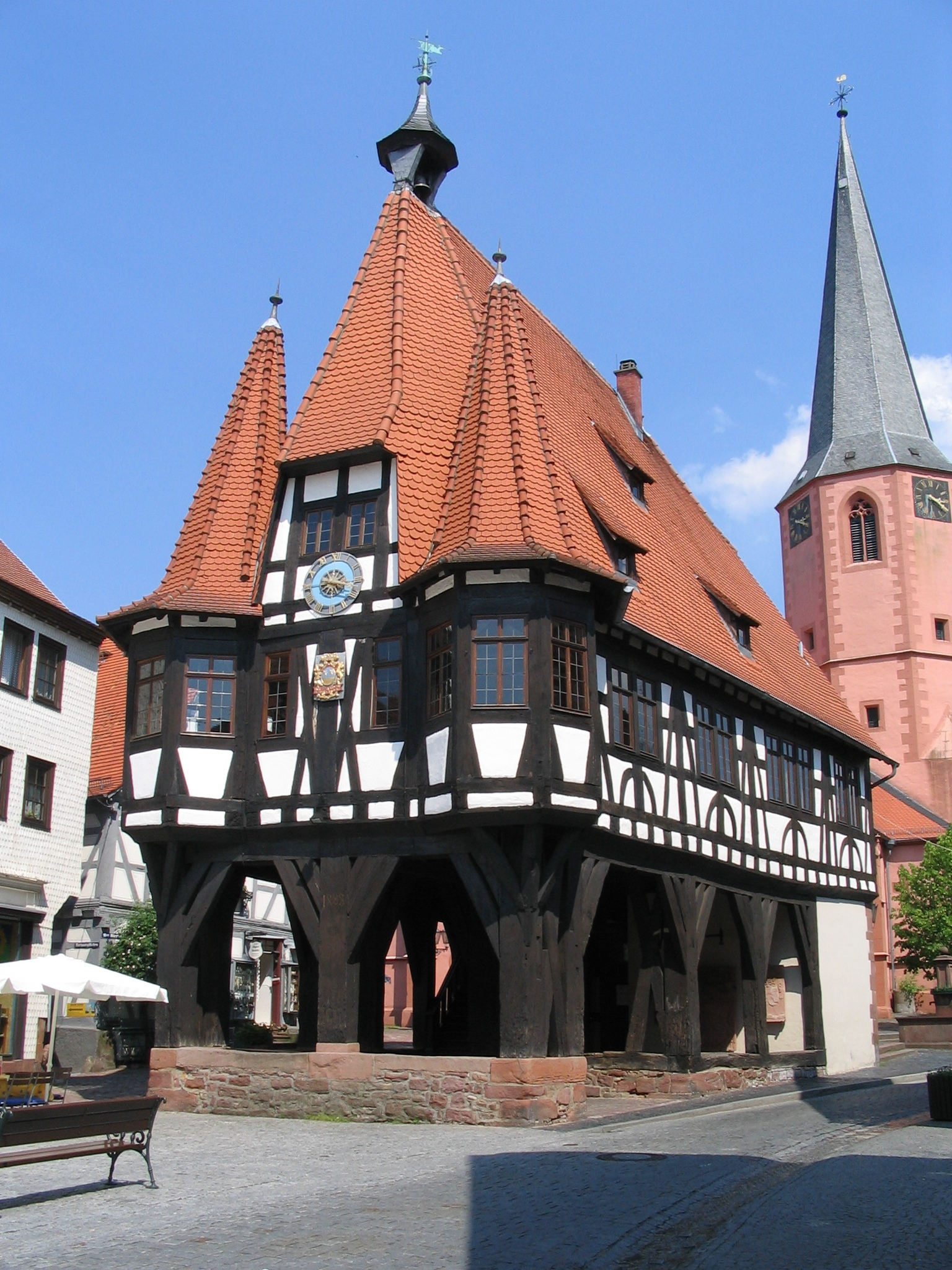
ミヒェルシュタットの市庁舎

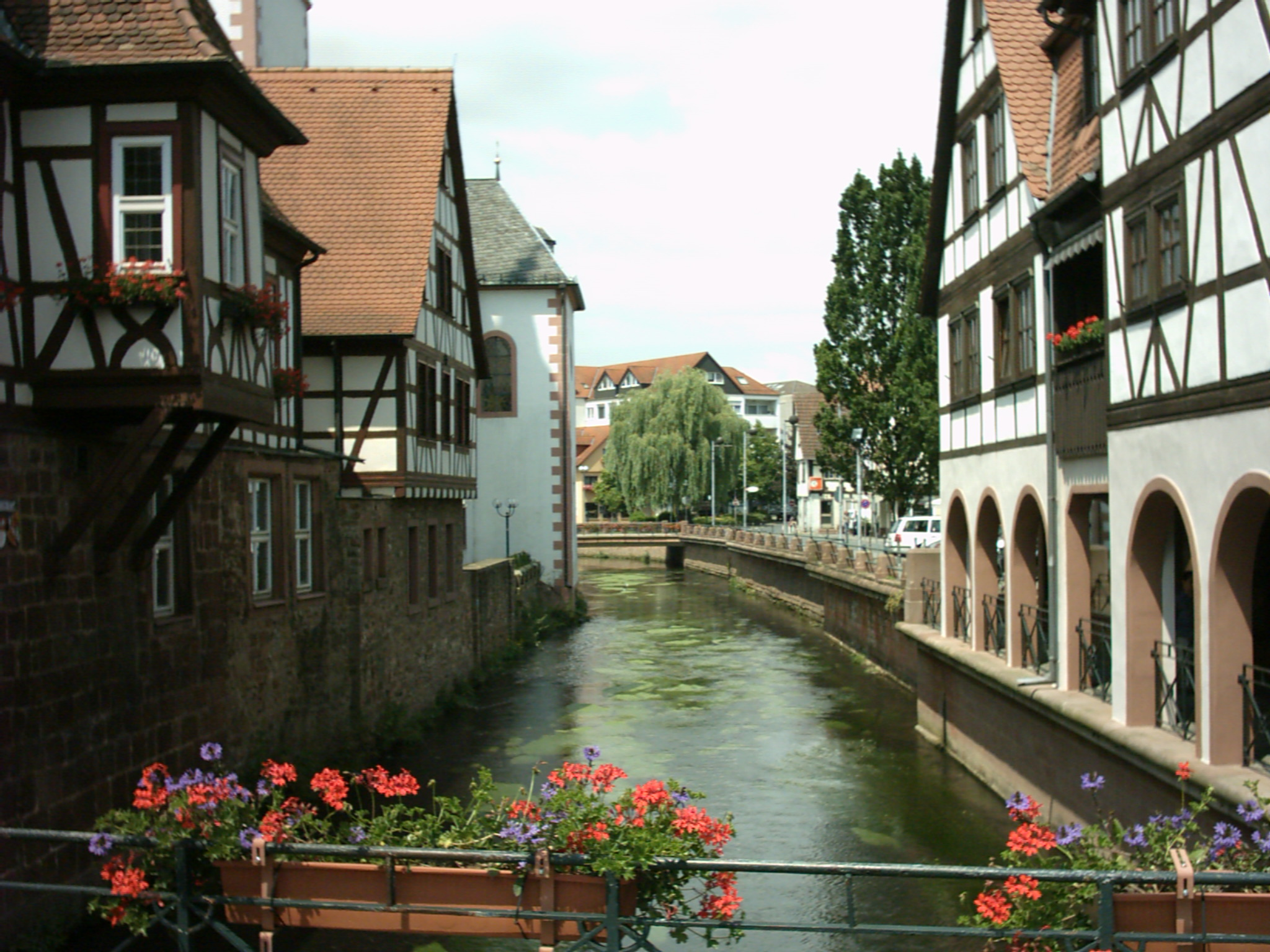
エアバッハの町並み

ベンスハイム (Bensheim)
オーデンヴァルトの西端に位置する木組み建築の町並みの旧市街を持つ街で、穏やかな気候のため豊かな果実が実るワインの町としても知られている。郊外には13世紀に建てられ17世紀にほとんど破壊されたアウエルバッハ城址や、ほぼ完全な形で遺されたヘッセン＝ダルムシュタット侯爵の館とその付随建築物群が観光名所となっている。
ラウタータール (Lautertal)
オーデンヴァルトをなす混交林や針葉樹林に囲まれたベルクシュトラーセ／オーデンヴァルト自然公園に属する12の集落から成る地域（標高150 - 600m）。「フェルゼンメーア」（Felsenmeer、直訳すると「岩の海」）をはじめ岩場が多く、ベーデンキルヒェン(Beedenkirchen)には岩山博物館がある。またローマ時代（2 - 4世紀）の採石、石工の遺構が遺され、当時の高い技術をしのばせる。また、シャンネンバッハには高層湿原もあり訪問者を和ませてくれる。
リンデンフェルス (Lindenfels)
ライヒェルスハイム (Reichelsheim)
ミヒェルシュタット (Michelstadt)
オーデンヴァルトの中心部に位置する町。交通の要衝で、いくつかの観光街道の交差点にもあたる。中世の市壁や古い木組み建築、1484年に建造された1階部分がアーケードになったユニークな構造で知られる市庁舎、フュルシュテナウ城 (Schloß Fürstenau)、オーデンヴァルト博物館や玩具博物館、オートバイ博物館といったいくつかの博物館が訪問者を楽しませてくれる。
エアバッハ (Erbach)
オーデンヴァルト一帯の行政の中心であり、保養地でもあるが、エアバッハは、象牙加工の中心地としてその名を知られている。象牙博物館では原料の象牙からその加工芸術品まで見学できる他、マンモスの牙の化石を用いた体験加工も可能である。そのほかにも、バロック様式の堂々たる城館、旧市庁舎、オランジュリーとその回遊式庭園、木組み住宅群などエアバッハには見所が多い。城館は銃器庫、豪華な広間の壁を埋める鹿の角のギャラリー、名高いローマ皇帝や将軍の胸像が保管された部屋など、エアバッハ伯爵が収集した収蔵品で名高い。郊外には自然公園や近郊型の保養地が点在し、森やせせらぎの牧歌的な景観の中で心身をリラックスさせることができる。
ミルテンベルク (Miltenberg am Main)
オーデンヴァルトとシュペッサルト山地との間にある小さな町。シュナッターロッホ(Schnatterloch)と呼ばれる旧マルクト広場を取り囲むように木組み住宅が建ち並ぶロマンティックな町である。その中のホテル・リーゼンは、ドイツ最古のホテルである。
この街には、マイン川の船遊びや、ハイキング道、サイクリング道をはじめ、テニス、プール、ハングライダーなどなどさまざまなレクリエーション施設が用意されている。
ビュルクシュタット (Bürgstadt)
フロイデンベルク (Freudenberg am Main)

### ジークフリート街道

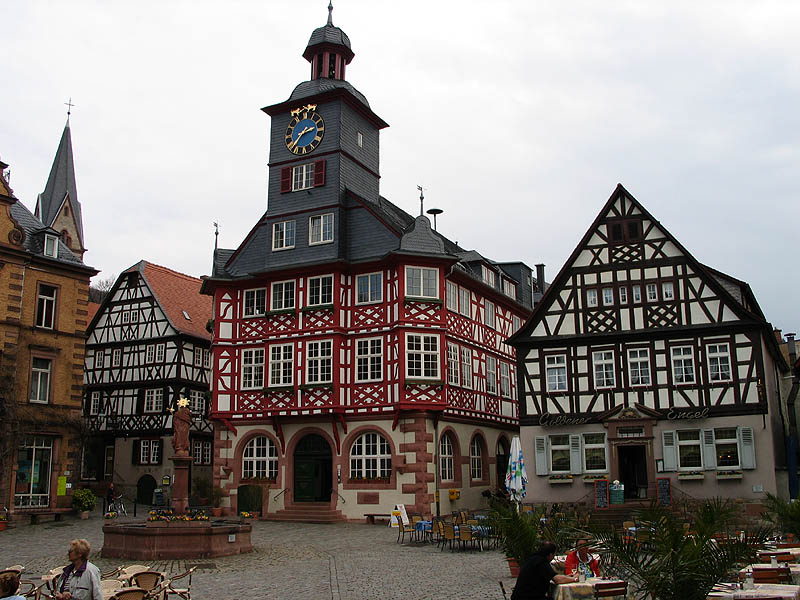
ヘッペンハイムの市庁舎

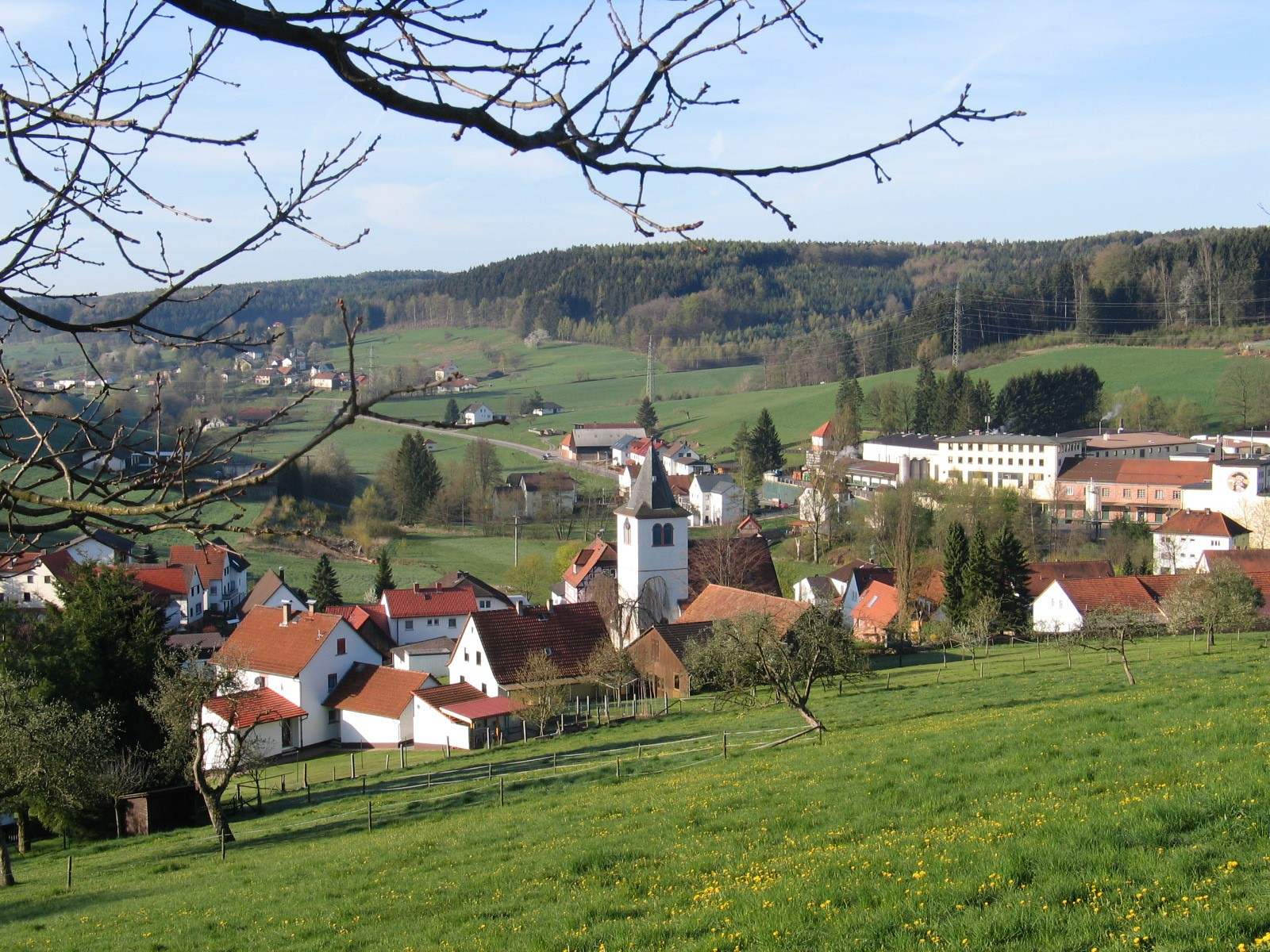
モッサウタールの集落オーベル・モッサオタール

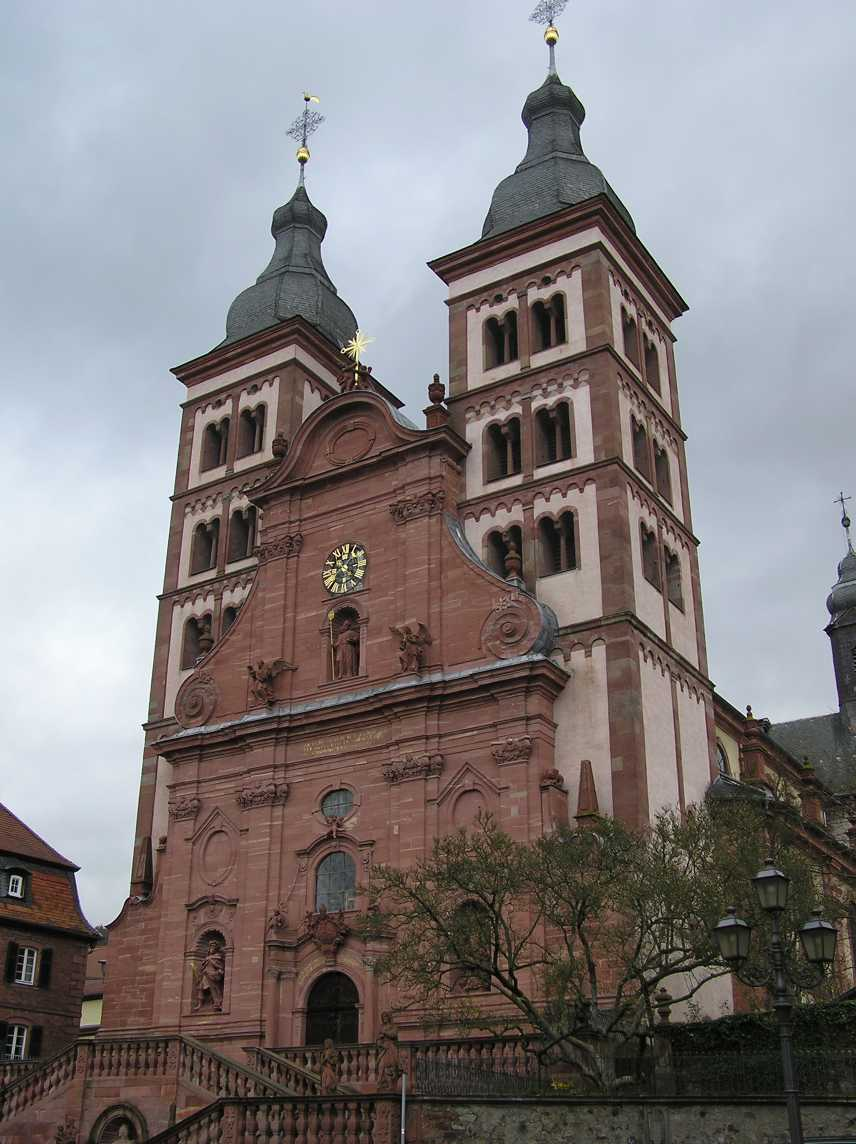
アモールバッハの修道院教会

ヘッペンハイム (Heppenheim)
ベルクシュトラーセ郡の行政中心であり、近辺のワイン産業の中心地である。町の中心部には美しい木組みの建物が並ぶが、なかでも1551年建造の市庁舎は特筆すべき建築物である。町の背後にそびえるシュターケン城(Starkenburg)までは恰好の散歩コースとなっている。近郊のブルッフ湖周辺にはレクリエーション施設が充実しており、個人やグループ客には、ワイン・セミナーや天体観測などを含む、様々なプランを提供している。
フュルト (Fürth)
グラーゼレンバッハ (Grasellenbach) - モッサウタール (Mossautal)
グラゼレンバッハは、クナイプの水浴療法の町として知られるが、温暖な気候のため四季を通して静養客や行楽客が訪れる。
ベルクシュトラーセ／オーデンヴァルト自然公園の中心にあたるグラゼレンバッハからモサウタール南部にかけての地域はかつてブルグント族の狩が行われた場所とされており、2つの町の中間に当たる辺りのシュペッサルトコップがニーベルンゲンの歌に登場するシュペヒツハルトとされている。（ハーゲンは、ワインはシュペヒツハルトに運ばせてしまったと、ジークフリートをだまして泉へ誘う。）またジークフリートが水を飲もうとしたところをハーゲンに刺殺されたとされるジークフリートの泉といったジークフリート伝説にちなむ「名所」がある。
モサウタール一帯の森は水に恵まれ、ビールの醸造所や、オーデンヴァルトで一番大きなマールバッハ＝シュタウ湖がある。豊かな森、潤沢な水、青々とした草原、多彩な野生動物の宝庫で、ドイツでも指折りの保養地である。
ベーアフェルデン (Beerfelden)
ヘッセネック (Hesseneck)
この町の近郊には、ローマ人が築いた防塁（リーメス）の一部がその砦や見張り塔とともに遺されている。
アモールバッハ (Amorbach)
バイエルン州、ヘッセン州、バーデン＝ヴュルテンベルク州の境界に位置する街。バロック・オルガンで名高い修道院教会、聖ガンゴルフ教区教会や1291年建造のテンプル騎士団の建物など歴史的建造物が多く遺されている。また世界中の2500ものティーポットや人形、コーラに関するコレクションを収めたベルガー博物館もある。修道院教会でのオルガン実演や芝居、祭りや市場などの催し物も数多く開かれレクリエーション施設も充実している。
ヴァルデュルン (Walldürn)
14世紀から続く巡礼の街で、巡礼教会には聖体布が納められていると信じられている。三位一体の日曜日から4週間にわたる巡礼期間は国内外から多くの巡礼者を集める。この巡礼教会はライン＝マイン地区で最も美しいバロック教会といわれる。市内にはたくさんの木組み建築物が並び巡礼博物館や象牙の博物館がある。郊外には野生生物の保護区があり、豊かな自然を楽しむことができる。
ブーヒェン (Buchen (Odenwald))
街の南部エーベルシュタット地区には鍾乳洞があり、3月から10月までの期間は内部を見物することができる。
タウバービショフスハイム (Tauberbischofsheim)
ヴァルデュルンからこの街に入る途中にケーニッヒハイム (Königheim)という小さな町がある。この町の聖マルティン教会はバルタザール・ノイマンにより現在のバロック様式に改修が施された教会で、リーメンシュナイダー作のオリーブ山の像が完全な形で遺されている。
タウバービショフスハイムはドイツ国内ではフェンシングの盛んな街として知られている。この街でジークフリート街道はロマンティック街道と接している。旧市街は美しい木組み建築が建ち並び、かつてのマインツ選帝侯の城跡は現在タウバーフランケン郷土博物館となっており、その塔は街のシンボルとなっている。また、優秀なワインや地ビールでも知られている。郊外はタウバー川沿いに美しい緑が広がり、ハイキングやサイクリング客に人気である。

### 共通

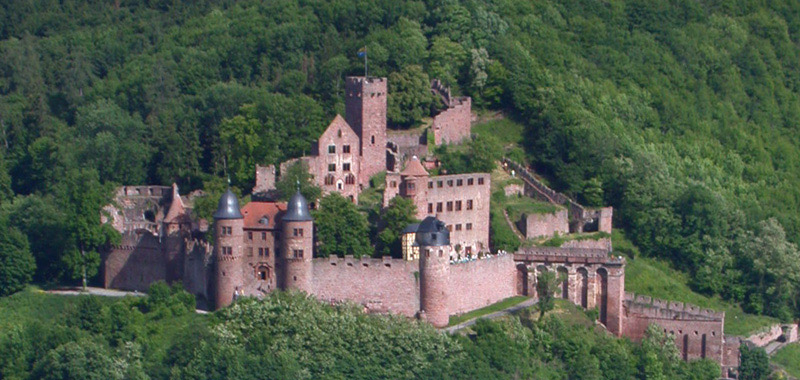
ヴェルトハイム城址

ヴェルトハイム (Wertheim am Main)
「小ハイデルベルク」の別名で呼ばれることもある街。その名はマイン川を臨む丘の中腹に立つ赤っぽい砂岩でできた古城址がハイデルベルクの風景に似ていることに由来する。この町はニーベルンゲン＝ジークフリート街道の終着点であると同時にタウバー峡谷ツアーの出発点でもある。

## 関連サイト
- ドイツ観光街道
  - ベルクシュトラーセ
  - ドイツ防塁街道
  - ロマンティック街道
  - ドイツ木組みの家街道

## 参考図書
- 石川栄作『ジークフリート伝説』（講談社学術文庫、2004年） ISBN 406159687X